# Ernest Callenbach
Ernest William CAllenbach (Williamsport, 3 aprile 1929 – Berkeley, 16 aprile 2012) è stato un critico cinematografico, scrittore, filosofo ed ecologista statunitense.
Sostenitore della semplicità volontaria, divenne famoso per il suo romanzo di fantascienza utopistica Ecotopia (1975).

## Opere
- Living Poor With Style (New York: Bantam, 1972)
- Ecotopia (Banyan Tree Books, 1975, edito nel 2012 da Castelvecchi Editore)
- Ecotopia Emerging (Banyan Tree Books, 1981)
- The Ecotopian Encyclopaedia for the 80's: A Survival Guide for the Age of Inflation (Berkeley: And/Or Press, 1981)
- A Citizen Legislature (Bookpeople, 1985; rev. ed. Imprint Academic, 2008)
- Publisher's Lunch (Ten Speed Press, 1989)
- Ecology: A Pocket Guide (U. of California Press, 1998; rev. ed. 2008)
- Living Cheaply With Style: Live Better and Spend Less (Berkeley: Ronin, 1993). ISBN 0-914171-61-5
- Living Cheaply With Style: Live Better and Spend Less, Second edition (Berkeley: Ronin, 2000). ISBN 1-57951-014-0
- Bring Back the Buffalo!: A Sustainable Future for America's Great Plains (U. of California Press, 2000)

## Saggi
- Ernest Callenbach "Ecotopia in Japan?," in: Communities 132 (Fall 2006), pp. 42–49.
- R. Frye, "The Economics of Ecotopia," in: Alternative Futures 3 (1980), pp. 71–81.
- K.T. Goldbach, "Utopian Music: Music History of the Future in Novels by Bellamy, Callenbach and Huxley," in: Utopia Matters. Theory, Politics, Literature and the Arts, ed. F. Viera, M. Freitas, Porto 2005, pp. 237–243.
- R. Meinhold,  "Ecotopia", in: Paul B. Thompson and David M. Kaplan (eds.) Encyclopedia of Agricultural and Food Ethics (2013), pp 548–551
- U. Meyer: "Selling an 'ecological religion'. Strategies of Persuasion in Ernest Callenbach's Ecotopia". In: M. Lotz, M. van der Minde, D. Weidmann (Hrsg.): Von Platon bis zur Global Governance. Entwürfe für menschliches Zusammenleben. Marburg 2010, pp. 253–280.
- H. Tschachler, "Despotic Reason in Arcadia. Ernest Callenbach's Ecological Utopias," Science Fiction Studies 11 (1984), pp. 304–317.